# جون جاي آدامز
جون جاي آدامز (بالإنجليزية: John Jay Adams)‏ هو قاضي ومحامي أمريكي، ولد في 1860، وتوفي في 1926.